# Brit Awards 2021
41. ceremonia rozdania Brit Awards, prestiżowych nagród wręczanych przez Brytyjski Przemysł Fonograficzny, odbyła się 11 maja 2021 w O2 Arena w Londynie.
Nagrody zwyczajowo odbywały się w lutym, jednak gala w 2021 została opóźniona z powodu pandemii COVID-19. Gospodarzem ceremonii po raz czwarty z rzędu został komik Jack Whitehall.
2 kwietnia 2021 ogłoszono, że ceremonia będzie miała publiczność na żywo w postaci 4 tys. kluczowych pracowników z Londynu. W ramach programu pilotażowego każdy, kto uczestniczył w gali, musiałby zwrócić negatywny wynik testu COVID-19 przed i po ceremonii. Jednak tłum nie musiał być zdystansowany społecznie ani nosić masek na twarzy po wejściu do O2 Arena. Inne wydarzenia, które były częścią programu pilotażowego to: impreza w klubie nocnym w Liverpoolu w dniach 30 kwietnia i 1 maja, która gościła 3 tys. osób każdego wieczoru, koncert na 5 tys. osób w Liverpoolu 2 maja, finał Emirates FA Cup pomiędzy Chelsea i Leicester City 15 maja, które miały 21 tys. widzów zaledwie cztery dni po finale The Brits i Carabao Cup pomiędzy Manchesterem City i Tottenhamem Hotspur 25 kwietnia, który zgromadził 4 tys. widzów.

## Nominacje i zwycięzcy
Nominacje do nagrody Rising Star Award ogłoszono 11 marca 2021, a zwycięzcę – 19 marca 2021. Nominacje do pozostałych kategorii ogłosili 31 marca 2021 DJ Nick Grimshaw z BBC Radio 1 oraz Griff, zdobywca nagrody Rising Star Award 2021.
Zwycięzców ogłoszono 11 maja 2021 roku.
| Brytyjski album roku (prezentowane przez Lewisa Capaldiego)                                                                                                 | Utwór roku (prezentowane przez Boya George’a) |
| --- | --- |
| - Dua Lipa – Future Nostalgia - Arlo Parks – Collapsed in Sunbeams - Celeste – Not Your Muse - J Hus – Big Conspiracy - Jessie Ware – What’s Your Pleasure? | - Harry Styles – "Watermelon Sugar" - 220 Kid i Gracey – "Don't Need Love" - Aitch i AJ Tracey featuring Tay Keith – "Rain" - Dua Lipa – "Physical" - Headie One, AJ Tracey i Stormzy – "Ain’t It Different" - Joel Corry featuring MNEK – "Head & Heart" - Nathan Dawe featuring KSI – "Lighter" - Regard i Raye – "Secrets" - S1mba featuring DTG – "Rover" - Young T & Bugsey featuring Headie One – "Don’t Rush" |
| Najlepszy brytyjski artysta (prezentowane przez Kurupt FM)                                                                                                  | Najlepsza brytyjska artystka (prezentowane przez Mabel and MNEK) |
| - J Hus - AJ Tracey - Headie One - Joel Corry - Yungblud | - Dua Lipa - Arlo Parks - Celeste - Jessie Ware - Lianne La Havas |
| Najlepsza brytyjska grupa (prezentowane przez Adama Lamberta i Olly Murs)                                                                                   | Najlepszy przełomowy wykonawca (prezentowane przez Clarę Amfo i Maya Jama) |
| - Little Mix - The 1975 - Bicep - Biffy Clyro - Young T & Bugsey                                                                                            | - Arlo Parks - Bicep - Celeste - Joel Corry - Young T & Bugsey |
| Najlepszy artysta międzynarodowy (prezentowane przez Michelle Obama)                                                                                        | Najlepsza artystka międzynarodowa (prezentowane przez Annie Mac) |
| - The Weeknd - Bruce Springsteen - Burna Boy - Childish Gambino - Tame Impala                                                                               | - Billie Eilish - Ariana Grande - Cardi B - Miley Cyrus - Taylor Swift |
| Najlepszy zespół międzynarodowy (prezentowane przez Billy’ego Portera)                                                                                      | Najlepsza wschodząca gwiazda (prezentowane przez Celeste) |
| - Haim - BTS - Fontaines D.C. - Foo Fighters - Run the Jewels                                                                                               | - Griff - Pa Salieu - Rina Sawayama |

### Występy

#### Pre-ceremonia
| Wykonawcy             | Piosenka                 | reakcja brytyjskiej listy singli (tydzień kończący się 20 maja 2021) | reakcja brytyjskiej listy albumów (tydzień kończący się 20 maja 2021) |
| --------------------- | ------------------------ | -------------------------------------------------------------------- | --------------------------------------------------------------------- |
| Jessie Ware           | "Remember Where You Are" | N/A                                                                  | N/A                                                                   |
| Kurupt FM Craig David | "Summertime"             | N/A                                                                  | N/A                                                                   |

#### Główna ceremonia
| Wykonawcy                             | Piosenki                                                                                       | reakcja brytyjskiej listy singli (tydzień kończący się 20 maja 2021) | reakcja brytyjskiej listy albumów (tydzień kończący się 20 maja 2021)                    |
| ------------------------------------- | ---------------------------------------------------------------------------------------------- | -------------------------------------------------------------------- | ---------------------------------------------------------------------------------------- |
| Coldplay                              | "Higher Power"                                                                                 | 12 (debiut)                                                          | N/A                                                                                      |
| Dua Lipa                              | Medley: "Love Again" Physical" "Pretty Please" "Hallucinat" Don't Start Now" Future Nostalgia" | N/A 96 (re) N/A                                                      | Future Nostalgia – 6 (+3) Dua Lipa – 29 (+4)                                             |
| Olivia Rodrigo                        | "Drivers License"                                                                              | 40 (+3)                                                              | N/A                                                                                      |
| Nathan Evans Jack Whitehall           | "Wellerman (2021 Brit Awards version)"                                                         | N/A                                                                  | N/A                                                                                      |
| Arlo Parks                            | "Hope"                                                                                         | N/A                                                                  | Collapsed in Sunbeams – 62 (re)                                                          |
| Elton John Years & Years              | "It's a Sin"                                                                                   | 57 (debiut)                                                          | Diamonds – 8 (+4) N/A                                                                    |
| The Weeknd                            | "Save Your Tears"                                                                              | 5 (+4)                                                               | The Highlights – 9 (+9) After Hours – 41 (+29)                                           |
| Griff                                 | "Black Hole"                                                                                   | 35 (+12)                                                             | N/A                                                                                      |
| Headie One AJ Tracey Young T & Bugsey | "Ain’t It Different" "Princess Cuts"                                                           | N/A                                                                  | N/A Flu Game – 17 (+2) N/A                                                               |
| Rag’n’Bone Man Pink                   | "Anywhere Away from Here"                                                                      | 9 (+22)                                                              | Life By Misadventure – 1 (debiut) Human – 35 (+46) Greatest Hits... So Far!!! – 71 (+29) |